# گربه‌ماهی‌های خرزنبور
گربه‌ماهی‌های خرزنبور (نام علمی: Pseudopimelodidae) نام یک تیره از راسته گربه‌ماهی‌سانان است.